# 伐尼瑞韦
伐尼瑞韦（INN：Vaniprevir；开发代号：MK-7009）是一种大环丙型肝炎病毒（HCV）NS3/4A蛋白酶抑制剂，由默克公司开发，目前正在进行临床测试。在日本，它于2014年被批准用于治疗丙型肝炎，商品名为Vanihep。